# 이용경
이용경(李容璟, 1943년 6월 11일 ~ )은 기업인, 과학자, 교수, 제18대 국회의원이자 IT전문가이다. 전 KT, KTF 대표이사/사장이며 카이스트 IT미디어경영대학원 교수를 역임하였다. AT&T Bell 연구소, Exxon Enterprise, university of Illinois - Chicago에서 광통신을 연구하였다. AT&T Bell연구소에서는 1979년 세계최초의 상용 장거리 광통신망인 Northeast Corridor Long Line 개발에 참여하였다. 무선통신회사인 한국통신프리텔(016) 사장으로 재직시에는 무선통신 최초의 여성 전용 브랜드인 "드라마"를 기획 출시하였으며 2001년에는 PCS경쟁사인 한솔엠닷컴(018)을 합병하여 KTF를 탄생시킨 바 있다. 이 후, 2002년 KT로 옮겨 민영 KT의 초대 대표이사를 역임하였다. 이후 18대 대한민국 국회의 문화체육방송통신상임위원으로써, 간사로써, 산업현장에서의 경험을 반영한 정책수립에 기여하였다. 2017년부터 기독교선교방송인 CGN의 대표로 활동하며 한국 최초의 기독OTT미디어 "퐁당"을 출시하였다.

## 학력
- 1960년 경기고등학교 졸업
- 1964년 서울대학교 전자공학 학사
- 1969년 오클라호마 대학교 대학원 전기공학 석사
- 1975년 캘리포니아-버클리 대학원 전기공학 박사

## 경력
- 육군통신학교 교관
- ROTC 2기
- University of Illinois - Chicago 조교수
- 한국통신학회 부회장
- 한국통신사업자연합회 회장
- 한국 정보통신표준총회 의장
- 한국공학한림원 최고경영자 평의회 의장
- Exxon Enterprise Scientist
- AT&T Bell Labs Member of Techinical Staff
- KTF 대표이사/사장
- KT 연구개발원장, 무선통신연구소장, 소프트웨어연구소장, 선로기술연구소장
- KT 대표이사/사장
- 국제전자상거래연합회GBDe Global Chair
- Kofi Anan's UN Information & Communication Technology Committee 민간위원
- 18대 국회 문화체육관광방송통신위원회 간사, 위원
- 18대 국회 예산결산특별위원회 위원
- 국회 한.몰타 의원친선협회 회장
- 국회 미국산쇠고기 수입위생조건 개정관련 한.미기술협의의 과정 및 협정내용의 실태규명을 위한 국정조사특별위원회 위원
- 18대 국회 국제경기대회지원특별위원회 위원
- 18대 국회 남북관계발전특별위원회 위원
- 18대 국회 미래과학기술.방송통신 포럼 공동대표
- 국회 인사청문위원 - 신재민 문화체육관광부장관 후보자, 최시중 방송통신위원장 후보자, 최광식 문화체육관광부장관 후보자, 정병국 문화체육관광부장관 후보자, 김황식 국무총리 후보자
- International Conference of Asian Political Parties ICAPP 창조한국당대표
- 창조한국당 공동대표, 18대 국회 원내대표, 정책위의장
- Northwestern University Kellogg School of Management: Executive Leader in Residence
- INSEAD Fontainbleau, France : Visiting Scholar
- CGN 대표

## 국회수상
- 한국과학기술단체총연합회 2012년 과학기술분야 의정활동 우수의원상
- 한국문화예술유권자총연합회 2011년 국정감사 우수의원상
- 대한기자협회, 한국NGO연합 제1회 대한민국대표 의정대상
- 대한언론인연맹 2010년 대한민국을 빛낸 21세기 한국인상
- 시민일보 제8회 의정.행정대상

## 상훈
- 육군통신학교 육군참모총장 표창
- Eta Kappa Nu (International Electrical Engineering & Computer Science Honor Society)
- 미국 National Science Foundation Initiation Grant
- 금탑산업훈장
- IEEE Frederik Philips 상
- 한국산업기술진흥협회 2000년 기술경영인상
- 한국통신학회 통신기술대상
- 감사원 경영혁신유공자상
- 한국능률협회 최고경영자상
- 포브스 경영품질 리더쉽부문 대상
- 대한민국고객만족경영대상 최고경영자상
- 대한민국마케팅대상 최고경영자상
- University of California, Berkeley: Distinguished Engineering Alumnus Award
- 경기고등학교 자랑스러운 경기인
- 서울대학교 공과대학 자랑스러운 동문상
- 과학기술부, 동아일보, 한국과학문화재단공동선정: 청소년이 "닮고싶고 되고싶은 과학기술인"

## 사회활동
- 국제라이온스협회 세종클럽 회장
- 한국 Berkeley 동문회 회장
- 한국공학한림원 명예회원
- 한국과학기술한림원 명예회원
- IEEE 평생회원

## 저서
- 남따라 하지 마라, U-Book

## 역대 선거 결과
| 실시년도 | 선거  | 대수 | 직책     | 선거구   | 정당       | 득표수    | 득표율         | 순위         | 당락 | 비고 |
| -------- | ----- | ---- | -------- | -------- | ---------- | --------- | -------------- | ------------ | ---- | ---- |
| 2008년   | 총선  | 18대 | 국회의원 | 비례대표 | 창조한국당 | 651,993표 | \| \| 3.80% \| | 비례대표 1번 |      | 초선 |
|          | 3.80% |      |          |          |            |           |                |              |      |      |